# The Lion's Roar
The Lion's Roar är det andra studioalbumet av den svenska folkpopduon First Aid Kit, utgivet i januari 2012 på Wichita Recordings. På albumet, inspelat i Omaha, Nebraska, har duon arbetat med Bright Eyes-medlemmen Mike Mogis. Även Conor Oberst, sångaren i Bright Eyes, gästar skivan på avslutningsspåret "King of the World". The Lion's Roar innebar duons första albumetta i Sverige och har även legat på albumlistorna i flera andra länder, bland annat i Storbritannien och USA.
Titelspåret samt "Emmylou" blev First Aid Kits första låtar på singellistan i Sverige, med topplaceringarna 22 respektive 24. Därefter släpptes ytterligare två singlar; "Blue" och "Wolf", dock utan några listframgångar.
Albumet uppnådde den 10 september 2012 svensk platinacertifiering för 40 000 sålda exemplar. Skivan rankades av Sonic Magazine i juni 2013 som det 52:a bästa svenska albumet någonsin.

## Bakgrund och inspelning
Till skillnad från bandets debutalbum The Big Black & the Blue, som hade gjorts under ett års tid parallellt med skolan, spelade de in det nya albumet under en intensiv månad i USA. De arbetade med producenten Mike Mogis, vars band Bright Eyes inspirerade Klara att som 12-åring börja skriva musik. Johanna sa att "Vi ville medvetet göra annorlunda den här gången, och det här var ju raka motsatsen till första skivan. Vi spelade in koncentrerat under två veckor, och vi ville också ta in någon utomstående som kunde se musiken på ett annat sätt".

## Låtlista
Låtarna skrivna av Johanna Söderberg och Klara Söderberg där inget namn anges.
| Nr  | Titel                 | Kompositör                       | Längd |
| --- | --------------------- | -------------------------------- | ----- |
| 1.  | The Lion's Roar       |                                  | 5:07  |
| 2.  | Emmylou               |                                  | 4:18  |
| 3.  | In the Hearts of Men  |                                  | 4:14  |
| 4.  | Blue                  |                                  | 3:12  |
| 5.  | This Old Routine      | Söderberg/Söderberg/Joe Andert   | 4:24  |
| 6.  | To a Poet             |                                  | 5:44  |
| 7.  | I Found a Way         |                                  | 4:13  |
| 8.  | Dance to Another Tune |                                  | 4:51  |
| 9.  | New Year's Eve        |                                  | 3:07  |
| 10. | King of the World     | Söderberg/Söderberg/Conor Oberst | 3:39  |

| 11. | Wolf | 3:40 |

| 11. | Some Distant Memory            | 5:05 |
| 12. | The Lion's Roar (live on KCRW) | 4:29 |

| 11. | Wolf                   | 3:40 |
| 12. | Marianne's Son         | 3:35 |
| 13. | I Just Needed a Friend | 3:29 |

## Listplaceringar
| Listor (2012)                    | Högsta placering |
| -------------------------------- | ---------------- |
| Australiska albumlistan          | 36               |
| Belgiska albumlistan (Flandern)  | 30               |
| Belgiska albumlistan (Vallonien) | 88               |
| Brittiska albumlistan            | 35               |
| Danska albumlistan               | 14               |
| Finländska albumlistan           | 19               |
| Nederländska albumlistan         | 41               |
| Norska albumlistan               | 3                |
| Schweiziska albumlistan          | 76               |
| Svenska albumlistan              | 1                |
| Tyska albumlistan                | 69               |
| USA Billboard 200                | 65               |
| USA Billboard Folk Albums        | 4                |
| USA Billboard Independent Albums | 12               |
| USA Billboard Rock Albums        | 17               |
| USA Billboard Tastemaker Albums  | 11               |
| Österrikiska albumlistan         | 55               |

## Medverkande
First Aid Kit
- Johanna Söderberg - sång, keyboard, autoharpa
- Klara Söderberg - sång, gitarr

Övriga medverkande
- Mattias Bergqvist - trummor, slagverk (1-8, 10)
- Ben Brodin - piano (1-3, 8), mandolin, slagverk (5)
- Tracy Dunn - fiol (6-8)
- Leslie Fagan - flöjt (7)
- Greg Farley - fiol (10)
- James Felice - dragspel (10)
- John Klinghammer - basklarinett (6)
- Paul Ledwon - cello (6-8)
- Mike Mogis - mandolin (1, 10), slagverk (1-2, 4, 7, 10), vibrafon (4), elgitarr (7), autoharpa, hackbräde (8), producent, ljudtekniker
- Amy Peterson-Stout - altfiol (6-8)
- Frank Seligman - fiol (6-8)
- Bill Sprague - valthorn (6)
- Benkt Söderberg - bas (1, 3, 4, 6, 7, 8, 10)
- Nate Walcott - piano (4-6), orgel (8), trumpet (10)